# Scelio zafari
Scelio zafari är en stekelart som beskrevs av Mahmood et al. 1988. Scelio zafari ingår i släktet Scelio och familjen Scelionidae. Inga underarter finns listade i Catalogue of Life.